# Photograph Journey
PhotographJourney（フォトグラフジャーニー）とは、乙女CDレーベルhoneybeeと乙女ゲーム雑誌『電撃Girl's Style』のコラボ企画である。略称はフォトジャニ。
『誌面で会える彼氏』をコンセプトに企画発表。シチュエーションCD、PC版ゲームを展開している。
幼い頃から親の都合で引越しを繰り返していた主人公と、手紙をきっかけに再会した引越し先での男子達との恋愛を描く作品である。原画とキャラクターデザインは水口十が担当している。同レーベルの別作品であるStarry☆Skyや青春はじめました!と縁のある学園の生徒も登場しているクロスオーバー作品。
現在は毎週金曜日の作品ブログと公式サイトのご当地トークの更新、作品広報用兼リチャードのTwitterアカウントや各キャラのTwitterの更新が行われている。

## 登場人物
葉山春穂（はやま はるほ）
本作の主人公（名前変更可能）。都立秋葉高等学校2年生。
小学校3年生まで北海道で過ごしていたが、小学校4年生から親の都合で転校を繰り返し、現在は東京都に住んでいる。
高校2年生となり、イギリスからホームステイ中のリチャードと生活している。
七種瑞樹（さいくさ みずき）
声 - KENN
長崎県出身。私立鳩羽実業高等学校2年生。
読者モデルだが、仕事に対しては真剣でプロと変わらぬプライドを持っている。
公式サイトのキャラクター説明文には生意気と称されていたが、実際は生意気というほどのキャラクターではない。
小次郎とは従兄弟で、中学3年生の時に祖母に会いに沖縄へ行き、そこで主人公と出会う。別れ際にデージーをプレゼントしており、花言葉『あなたと同じ気持ちです』で別れ難い気持ちをぶつけていた。
手紙を送る際に、彼女の住所を小次郎から聞いる。
姉が二人おり、よくちょっかいをかけられている。
2015年4月1日のエイプリルフールのTwitterで、リチャードと入れ替わるというネタで渾身の嘘をついていた。
身長:180cm。血液型:A型。誕生日:4月1日。牡羊座。
好きな食べ物はカステラ、嫌いな食べ物はゼリー。
蓮井弥一（はすい やいち）
声 - 木村良平
香川県出身。私立竜ヶ峰高等学校2年生。
大のうどん好きで、友人達と放課後によくうどんを食べに行っている。
主人公との出会いは小学校5年生の時。クラスが一緒になり、よく遊んでいた。
身長:177cm。血液型A型。誕生日:5月10日。牡牛座。
好きな食べ物はうどん、嫌いな食べ物はピーマン。
柚木崎凪（ゆきざき なぎ）
声 - 野島健児
宮崎県出身。私立鈴蘭高等学校1年生。
幼少期宮城県に転校してきた際、鉄と主人公と知り合った。
しかしその後、宮崎に引っ越す事になってしまったが、後に主人公と宮崎にて再開。
日本神話やパワースポット巡りが好き。
身長:178cm。血液型:A型。誕生日:6月6日。双子座。
好きな食べ物は冷や汁、嫌いな食べ物は特になし。
針生鉄（はりゅう てつ）
声 - 松岡禎丞
宮城県出身。県立仙水工業高等学校3年生。サッカー部員。
主人公が小学4年生の時に北海道から転校した際、父親の同僚の息子として紹介され、以降一緒に遊ぶようになった。
凪とは昔馴染み。サッカーが好きで、モットーは「努力・根性・友情」である。女子に免疫がなく、話すだけで顔を赤くさせる一面も。
身長が低いことを本人も気にしている。
身長:165cm。血液型:AB型。誕生日:7月7日。蟹座。
好きな食べ物はずんだ餅、嫌いな食べ物は特になし。
真志喜小次郎（ましき こじろう）
声 - 日野聡
沖縄県出身。県立美ら水産高等学校2年生。
主人公が中学校3年生の夏休みに沖縄に住む祖母の家に遊びに行った際、祖母から紹介された。
瑞樹とは従兄弟。サーフィンが好きで、毎日早朝から海でサーフィンをしている。
両親と二人の弟と祖母の6人で暮らしていて面倒見が良いが、女性が苦手なためついぶっきらぼうな受け答えをしてしまい、「怖い・近寄りにくい」といった印象を与えてしまいがち。
大好きだった祖父の死がきっかけで気落ちしていた時に、主人公の言葉に励まされ立ち直った。
スマートフォンや携帯を所持しておらず、現在公式Twitterアカウントは常に自宅のパソコンから書き込んでいる。
身長:182cm。血液型:B型。誕生日:8月17日。獅子座。
好きな食べ物はゴーヤチャンプルー、嫌いな食べ物は海ぶどう。
丹下縁（たんげ ゆかり）
声 - 新垣樽助
愛知県出身。県立那古野高等学校の数学教師。
主人公が高校1年生で転校してきた際、クラス担任を務めていた。
人付き合いを不得意としており、何かと人とは一線を置いてしまっている。
本人は教職に対して強い思い入れはなく、自分の好きな数学を生かせる職を考えた結果の教師である。
しかし、わざわざ旅行に来た主人公のためにと忙しい時間を割いて旅行プランを練ったり、共にやってくるリチャードのために英語での案内を考えていたりと、人付き合いを苦手とするものの相手ときちんと向き合い接するため、生徒からは『ユカちゃん』の愛称で親しまれる程受けがよく、今ではすっかり教職を気に入っている。また、よく叱られるのか、教頭が苦手なようでCDや特典小冊子などでは何かにつけて『教頭先生に怒られてしまう』と言っているが、真偽の程は不明。
数学雑誌に自分の論文が掲載される事を目標としており、本編のエンディングでは主人公の想いを受け止めきれなかったため、数学雑誌に自身の論文が掲載されたことをきっかけに逃げるようにして渡米する場合と、那古野高校で数学教師を続ける中で論文が掲載されたという２つの未来がある。
英語が得意ではないとは言うものの、リチャードを英語で案内するつもりだったようで、旅行で名古屋を訪れた際は日本語が堪能なリチャードを見て『良かった』と漏らしていた。
大の猫好きで、学校に迷い込んだ猫と戯れたり、大家に黙って借家にやってきた猫の世話をしている。その餌代のせいか、家計は常に火の車で月末は金欠で偶に生徒からお昼を奢ってもらっている。
身長:181cm。血液型:A型。誕生日:9月7日。乙女座。
好きな食べ物は小倉トースト、嫌いな食べ物は寒天。
九条静月（くじょう しづき）
声 - 立花慎之介
京都府出身。府立玄武高等学校1年生。
名家の跡取りで、好きな子は虐めたくなる性格。公式サイトではドSと表記。
また、かなりのヤキモチ焼きで京都旅行で共に来たリチャードに対して終始キツく当たっていた。
主人公が中学2年生の修学旅行の時、九条家の庭園に迷い込んだことで出会う。この時既に一目惚れをしており、その後主人公に京都を案内し二人で写真を撮った時、自分が不機嫌そうに写ってしまったのを後悔していた。
日本舞踊の名家のためよく修学旅行の生徒が九条家にやって来ており、主人公も次の日団体で再度九条家を訪れ、手本として踊った静月の舞に見事圧巻される。また、本人は好きで日本舞踊を続けてきたはずなのに、続けて行く中で家を継ぐと言うプレッシャーからか自然と好きだった気持ちを忘れていき、継ぐことに関して悩んでしまっていた。主人公と京都旅行で再会し、自分の舞を披露した際日本舞踊が好きだった気持ちを思い出す。
また、名家の為か幼い頃から許嫁の鈴音がいたのだが、本人はあくまで幼馴染み程度にしか思っておらず、自分は愛されていないと気付いた鈴音が京都旅行中に主人公と静月の間に横槍を入れてくる原因となる。
ただし、両親としては自分の将来は自分の好きなように歩んで欲しいと当初から思っており、家を継ぐ事で悩んでいた静月を陰ながらに心配していた。
広島の世羅花蓮とは親同士が仲の良い旧知の仲。
身長:181cm。血液型:B型。誕生日:10月16日。天秤座。
好きな食べ物は葛餅、嫌いな食べ物は湯葉。
世羅花蓮（せら かれん）
声 - 宮田幸季
広島県出身。鈴尾学院高等学校3年生。
幼い頃から病弱で、周囲に迷惑を掛けていると負い目を感じているため、心配させまいといつもにこやかに振舞っている。
写真撮影や小説の執筆が好きで、体調が良ければ外へ散歩に出かけている。
小学校の頃からの幼馴染たちが恋仲であり、密かに憧れを抱いていた。
花蓮の病は原因不明で、現在の医療では進行を遅らせる事や病状を和らげるはできても完治することは出来ず、何度も手術を繰り返してきた。旅行の数日後には大きな手術を控えており、僅かながらでも死ぬ確率がある不安が花蓮の背中を押し、主人公に手紙を送り再会するきっかけとなる。弥山の頂上の景色を見た事で手術を受ける決心が固まり、厳島神社で主人公に告白するに至った。
身長:174cm。血液型:AB型。誕生日:11月14日。蠍座。
好きな食べ物はおかゆ、嫌いな食べ物は辛い物全般。
譲原宝良（ゆずりはら たから）
声 - 岡本信彦
神奈川県出身。私立桜峰中等学校3年生。
レーベル所属のプロのモデル。
大抵の事は何でもこなしてしまう為、出来ない人の事があまり理解出来ない。
自分のペースを狂わされるのが嫌いな俺様気質。
身長:178cm。血液型:O型。誕生日:12月1日。射手座。
好きな食べ物はあんず飴、嫌いな食べ物はソースせんべい。
小日山優斗（こひやま ゆうと）
声 - 小野賢章
新潟県出身。同レーベルの別作品であるStarry☆Skyの舞台、私立星月学園に通う高校2年生。
星を見る事が大好きで、夜遅くまで天体観測をしているため、授業中に寝ている事もしばしば。
他人と話す事が苦手で、クラスに馴染めてはいない。
身長:175cm。血液型:A型。誕生日:1月5日。山羊座。
好きな食べ物はタレかつ丼、嫌いな食べ物は貝類。
桧森蛍（ひもり けい）
声 - 羽多野渉
北海道出身。北海道熊川農業高等学校3年生。
主人公が小学三年生まで一緒にいた幼馴染。
小さな頃に主人公とダイヤモンドダストを見て以来、自然現象に対して興味を持っている。
妹がいるため兄としてしっかりしていて優しい反面、怒らせるととても怖い。
身長:176cm。血液型:B型。誕生日:2月4日。水瓶座。
好きな食べ物はスープカレー、嫌いな食べ物はセロリ。
多々良遼平（たたら りょうへい）
声 - 柿原徹也
静岡県出身。同レーベルの別作品である青春はじめました!の舞台、県立五十里第一高等学校に通う高校1年生で、花桐勇魚と同学年。
親には秘密でファイブスターというバンドでギターとボーカルを務める。しかし、親には迷惑を掛けたくないという理由から、"バンドは高校まで"という自己ルールの元で活動している。
そのため、学校から離れた場所にあるライブハウスを使わせてもらってる。
本人はあくまで自分とリョウは別人として振舞っていて、学校では地味な生徒を意識している。
身長:171cm。血液型:A型。誕生日:3月20日。魚座。
好きな食べ物は寿司、嫌いな食べ物はグリーンピース。
リチャード・アルバーン
声 - 水島大宙
イギリス出身。
現在主人公の家にホームステイ中。
日本が大好きだが親が社長であるため会社を継がねばならず、自由なうちにと一年間の期限付きで日本へのホームステイを決意。父親同士が知り合いだったため、主人公の家にホームステイすることになった。
アニメやテレビなどの影響で間違った日本の情報を持ち出すことも。
身長:179cm。血液型:O型。

## ラインナップ

### PhotographJourneyCDシリーズ
高校生になるまで父親の仕事の関係で何度も転校を繰り返してきた先の様々な土地で出会った男の子達が、主人公に宛てた手紙を出すまでを描いたミニドラマが収録されている。
その他に、あるるかん作詞・作曲のキャラクターソングと、各キャラによるご当地紹介も収録。
1,500円+税
第1弾 Photograph Journey〜in Nagasaki〜 （2014年3月7日発売）
出演 七種瑞樹（CV:KENN）
第2弾 Photograph Journey〜in Kagawa〜 （2014年3月7日）
出演 蓮井弥一（CV:木村良平）
第3弾 Photograph Journey〜in Miyazaki〜 （2014年3月14日）
出演 柚木崎凪（CV:野島健児）
第4弾 Photograph Journey〜in Miyagi〜 （2014年3月21日）
出演 針生鉄（CV:松岡禎丞）
第5弾 PhotographJourney〜inOkinawa〜 （2014年3月28日）
出演 真志喜小次郎（CV:日野聡）
第6弾 PhotographJourney〜inAichi〜 （2014年4月4日）
出演 丹下縁（CV:新垣樽助）
第7弾 PhotographJourney〜inKyoto〜 （2014年4月11日）
出演 九条静月（CV:立花慎之介）
第8弾 PhotographJourney〜inHiroshima〜 （2014年4月18日）
出演 世羅花蓮（CV:宮田幸季）
第9弾 PhotographJourney〜inKanagawa〜 （2014年4月25日）
出演 譲原宝良（CV:岡本信彦）
第10弾 PhotographJourney〜inNiigata〜 （2014年5月2日）
出演 小日山優斗（CV:小野賢章）
第11弾 PhotographJourney〜inHokkaido〜 （2014年5月9日）
出演 桧森蛍（CV:羽多野渉）
第12弾 PhotographJourney〜inShizuoka〜 （2014年5月16日）
出演 多々良遼平（CV:柿原徹也）
第13弾 PhotographJourney〜inJapan〜 （アニメイト全巻購入特典）
出演 リチャード・アルバーン（CV:水島大宙）

### PCゲームPhotographJourney~恋する旅行~
12人のキャラクターから2人ずつ描かれている。ベストエンドのEND1、グッドエンドのEND2.END3、バッドエンドのEND4の全4種類のエンディングが用意されている。
また各エンドクリア後にはおまけページにリチャードの旅行後のボイスが各県四種類ずつ用意されているなどの、おまけ要素が含まれている。
2周目以降は彼視点からのエピソードの追加がある。
通常版、店舗別限定版が発売予定。
3,980円+税
PhotographJourney〜恋する旅行・宮城編＆沖縄編〜 （2014年8月29日）
出演 宮城編/針生鉄（CV:松岡禎丞） 沖縄編/真志喜小次郎（CV:日野聡） ナビゲート/リチャード（CV:水島大宙）
アニメイト購入特典 『Photograph Journey恋するCD from Okinawa』真志喜小次郎（CV:日野聡）
ステラワース購入特典 『Photograph Journey恋するCD from Miyagi』針生鉄（CV:松岡禎丞）
PhotographJourney〜恋する旅行・愛知編＆京都編〜 （2014年10月31日）
出演 愛知編/丹下縁（CV:新垣樽助） 京都編/九条静月（CV:立花慎之介） ナビゲート/リチャード（CV:水島大宙）
アニメイト購入特典 『Photograph Journey恋するCD from Kyoto』九条静月（CV:立花慎之介）
ステラワース購入特典 『Photograph Journey恋するCD from Aichi』丹下縁（CV:新垣樽助）
PhotographJourney〜恋する旅行・広島編＆神奈川編〜 （2014年12月26日）
出演 広島編/世羅花蓮（CV:宮田幸季） 神奈川編/譲原宝良（CV:岡本信彦） ナビゲート/リチャード（CV:水島大宙）
アニメイト購入特典 『Photograph Journey恋するCD from Kanagawa』譲原宝良（CV:岡本信彦）
ステラワース購入特典 『Photograph Journey恋するCD from Hiroshima』世羅花蓮（CV:宮田幸季）
PhotographJourney〜恋する旅行・新潟編＆北海道編〜 （2015年2月27日）
出演 新潟編/小日山優斗（CV:小野賢章） 北海道編/桧森蛍（CV:羽多野渉） ナビゲート/リチャード（CV:水島大宙）
アニメイト購入特典 『Photograph Journey恋するCD from Niigata』小日山優斗（CV:小野賢章）
ステラワース購入特典 『Photograph Journey恋するCD from Hokkaido』桧森蛍（CV:羽多野渉）
PhotographJourney〜恋する旅行・静岡編＆長崎編〜（2015年4月24日）
出演 静岡編/多々良遼平（CV:柿原徹也） 長崎編/七種瑞樹（CV:KENN） ナビゲート/リチャード（CV:水島大宙）
アニメイト購入特典 『Photograph Journey恋するCD from Nagasaki』七種瑞樹（CV:KENN）
ステラワース購入特典 『Photograph Journey恋するCD from Shizuoka』多々良遼平（CV:柿原徹也）
PhotographJourney〜恋する旅行・香川編＆宮崎編〜 （2015年夏発売予定）
出演 香川編/蓮井弥一（CV:木村良平） 宮崎編/柚木崎凪（CV:野島健児） ナビゲート/リチャード（CV:水島大宙）
アニメイト購入特典 『Photograph Journey恋するCD from Kagawa』蓮井弥一（CV:木村良平）
ステラワース購入特典 『Photograph Journey恋するCD from Miyazaki』柚木﨑凪（CV:野島健児）

## ミニイベント
リチャード役水島大宙、他二人のゲストを招いてトークショー、朗読などを行う。
基本はゲーム連動購入で、特定の店舗で購入した場合に先着で参加券が配布されている。
また、イベントで朗読された手紙の内容は期間を空けた後公式ブログで公開されている。
第一回ゲーム発売記念イベント（アニメイトガールズフェスティバル2014ステージイベント）
開催日 2014年11月9日
出演者 真志喜小次郎役 日野聡、世羅花蓮役 宮田幸季、リチャード役 水島大宙
この回は当日席が追加されたため、AGF先行販売のPhotograph JourneyラバーストラップAorBのコンプリートボックスの購入者に先着で券を配布していた。
第二回ゲーム発売記念イベント
開催日 2015年5月31日
出演者 七種瑞樹役 KENN、蓮井弥一役 木村良平、リチャード役 水島大宙
この回は事前にTwitterで上記3キャラごとのセリフを募集し、各人３枚ずつ抽選で朗読。